# Ogaki Yuki
Yuki Ogaki (sinh ngày 28 tháng 2 năm 2000) là một cầu thủ bóng đá người Nhật Bản.

## Sự nghiệp câu lạc bộ
Yuki Ogaki đã từng chơi cho Nagoya Grampus.